# Zbigniew Radwański

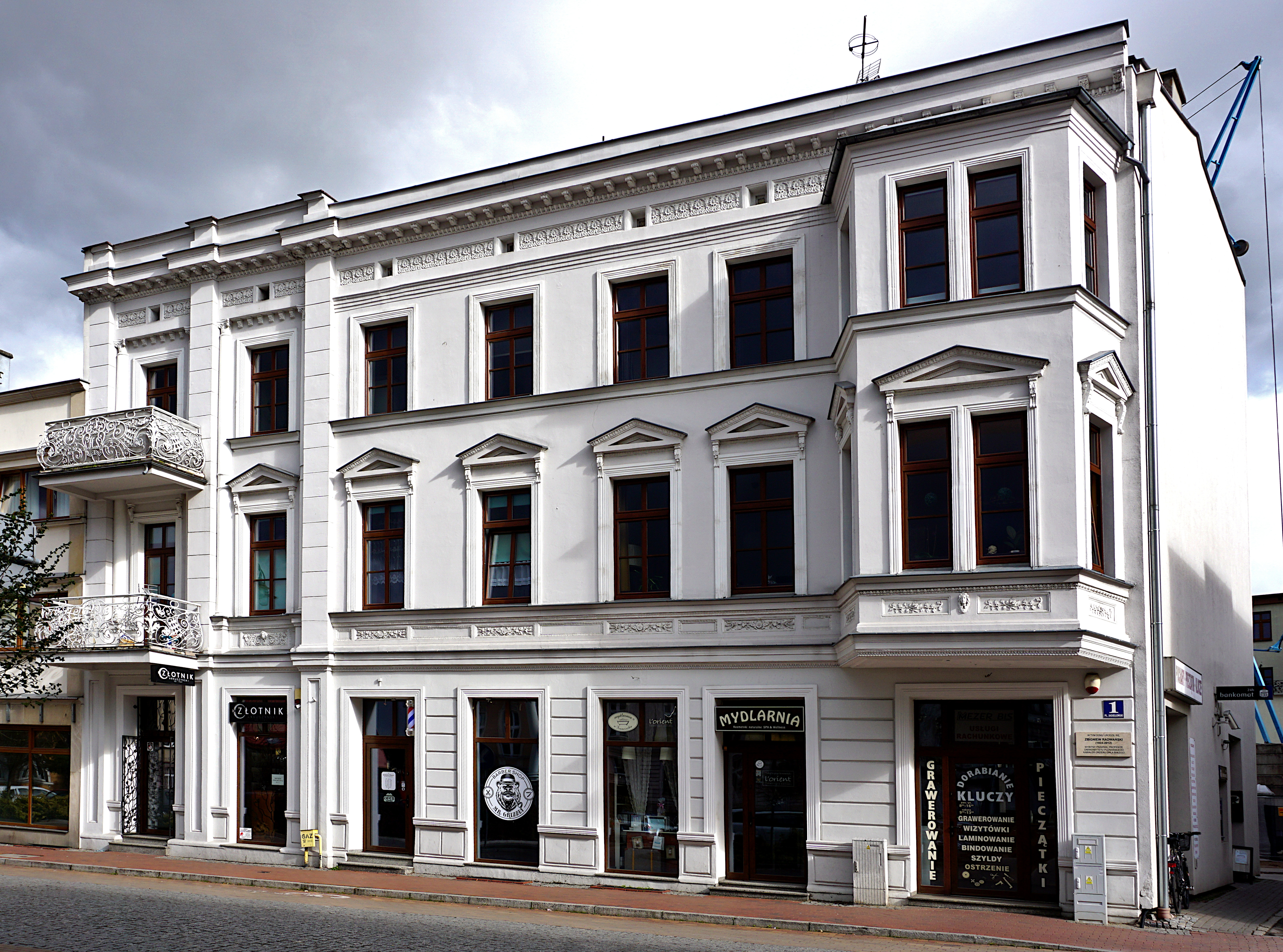
Dom narodzin Zbigniewa Radwańskiego przy Placu Jagiellońskim 1 w Chojnicach

Zbigniew Leon Radwański (ur. 31 sierpnia 1924 w Chojnicach, zm. 20 grudnia 2012 w Poznaniu) – polski prawnik, profesor nauk prawnych. Specjalista w dziedzinie prawa cywilnego. W latach 1982–1984 rektor Uniwersytetu im. Adama Mickiewicza w Poznaniu. W latach 1986–1992 przewodniczący Rady Legislacyjnej przy Prezesie Rady Ministrów. W latach 1997–2010 przewodniczący Komisji Kodyfikacyjnej Prawa Cywilnego przy Ministrze Sprawiedliwości. Kawaler Orderu Orła Białego.

## Życiorys
Urodził się w Chojnicach, na Pomorzu. Jego ojciec, Mieczysław Radwański, był notariuszem, uczestnikiem kampanii wrześniowej, a matką Joanna. W czasie okupacji, jako kilkunastoletni chłopiec, pracował fizycznie, w Generalnej Guberni i w Niemczech. Deportowany z Warszawy po Powstaniu Warszawskim, przymusowo pracował w tartaku w Policach. Po zakończeniu wojny i powrocie do Chojnic został wcielony do straży pożarnej.

### Wykształcenie i kariera naukowa
Uczęszczał do Prywatnego Gimnazjum Męskiego dra Jana Wieczorkowskiego w Rabce. W czasie II wojny światowej przebywał na robotach przymusowych w Niemczech. Maturę zdał po wojnie, w 1945. W 1948 ukończył prawo na Uniwersytecie im. Adama Mickiewicza w Poznaniu. W latach 1948–1950 odbył aplikację sądową, którą ukończył egzaminem sędziowskim. Następnie rozpoczął aplikację adwokacką, kończąc ją egzaminem adwokackim w 1954.
Stopień naukowy doktora nauk prawnych uzyskał w 1955 roku, a habilitował się dwa lata później w 1957. Od 1964 profesor nadzwyczajny UAM. Tytuł profesorski uzyskał w 1977 roku.
Pracę zawodową na Uniwersytecie im. Adama Mickiewicza rozpoczął w 1949 roku. Był m.in. wieloletnim Dyrektorem Instytutu Prawa Cywilnego i kierownikiem Katedry Prawa Cywilnego Wydziału Prawa i Administracji UAM. W latach 1966–1972 był dziekanem tego wydziału, a od 1982 do 1984 roku rektorem Uniwersytetu. Jako rektor był zwolennikiem i realizatorem koncepcji ujednolicania struktur uniwersyteckich.
Od 1994 roku był emerytowanym profesorem zwyczajnym Uniwersytetu im. Adama Mickiewicza. Poza prowadzeniem seminariów magisterskich, wypromował 10 doktorów prawa, uczestniczył też jako recenzent w kilkudziesięciu przewodach doktorskich, habilitacyjnych i profesorskich.
Przez wielu lat był związany z Polską Akademią Nauk. Od 1986 roku był członkiem korespondencyjnym PAN, a od 1991 członkiem rzeczywistym PAN. W latach 1993–1995 pełnił funkcję Wiceprezesa Polskiej Akademii Nauk i jednocześnie Przewodniczącego Komitetu Nauk Prawnych PAN. Twórca i przewodniczący poznańskiego oddziału Instytutu Nauk Prawnych PAN.
Pełnił funkcje redaktora naczelnego kwartalnika Ruch Prawniczy, Ekonomiczny i Socjologiczny, Orzecznictwa Sądów Polskich wydawanego przez Instytut Nauk Prawnych PAN oraz Przeglądu Legislacyjnego wydawanego przez Kancelarię Rady Ministrów. Redaktor naczelny wielotomowego dzieła System Prawa Prywatnego.
Przez wiele lat pełnił funkcję przewodniczącego powstałej w 2002 roku Komisji Kodyfikacyjnej Prawa Cywilnego przy Ministrze Sprawiedliwości. Ze stanowiska odszedł 14 listopada 2010 roku.

## Śmierć
Zmarł 20 grudnia 2012 w Poznaniu, gdzie po otwartym żałobnym posiedzeniu Senatu i Rady Wydziału Prawa i Administracji w Westybulu Auli UAM, 2 stycznia 2013 został pochowany na cmentarzu Górczyńskim (kwatera IIP-21-42).

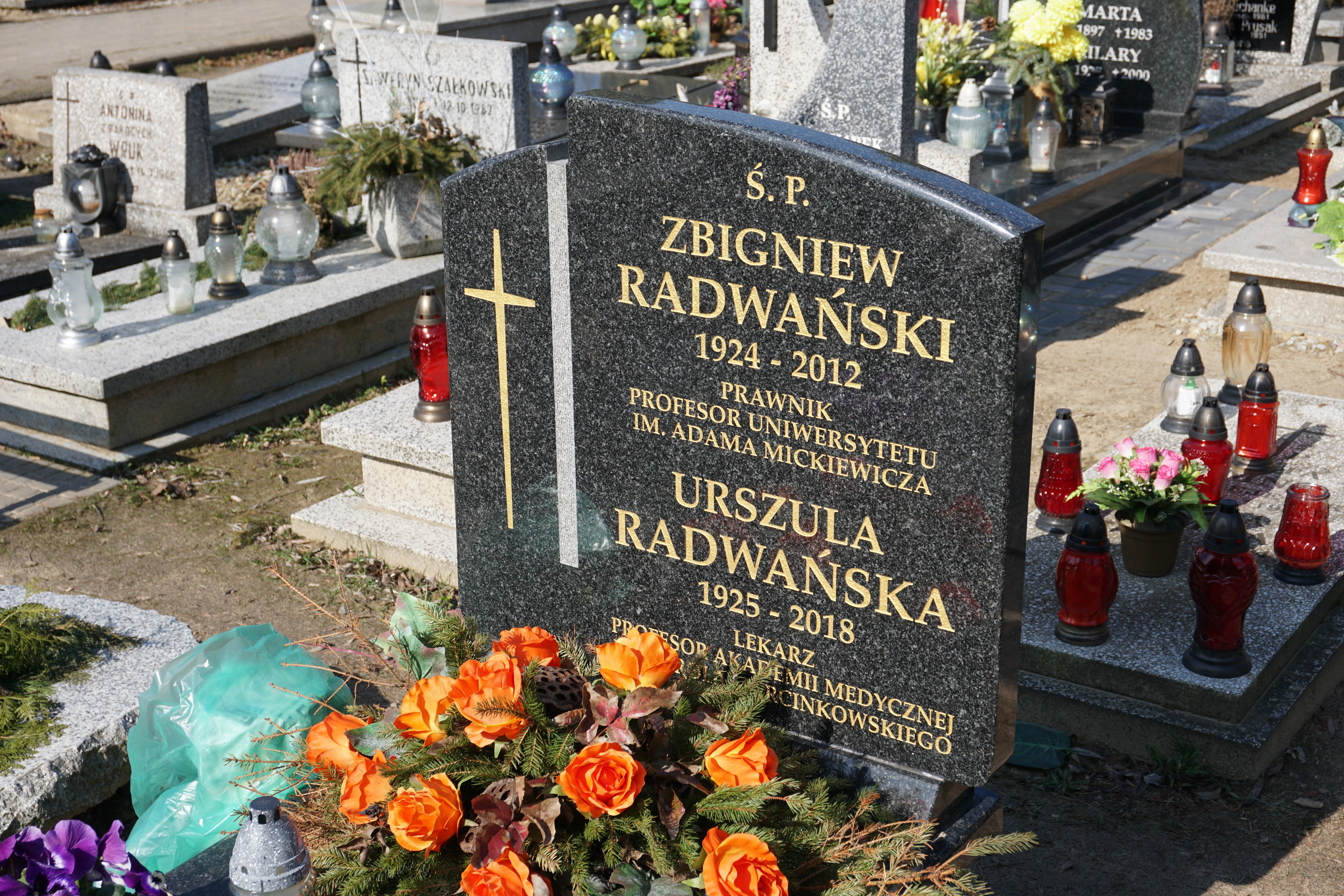
Grób prof. Zbigniewa Radwańskiego

## Odznaczenia i nagrody

### Ordery
- Order Orła Białego (2011)[9]
- Krzyż Wielki Orderu Odrodzenia Polski (3 maja 1997)[10]
- Krzyż Komandorski z Gwiazdą Orderu Odrodzenia Polski (1994)[11]
- Krzyż Komandorski Orderu Odrodzenia Polski (1981)
- Krzyż Kawalerski Orderu Odrodzenia Polski

### Inne
- W 2007 otrzymał tytuł doktora honoris causa Uniwersytetu Szczecińskiego.

## Upamiętnienie
12 czerwca 2015 Katedra Prawa Cywilnego, Handlowego i Ubezpieczeniowego Wydziału Prawa i Administracji UAM uczciła pamięć zmarłego w 2012 roku Zbigniewa Radwańskiego nadając jednej z auli Collegium Iuridicum Novum UAM w Poznaniu imię Profesora. W auli odsłonięto również tablicę pamiątkową poświęconą profesorowi.

## Publikacje
Autor licznych publikacji z dziedziny prawa cywilnego, m.in.:
- Prawo cywilne: część ogólna
- Prawo zobowiązań
- Zobowiązania: część ogólna (wraz z Adamem Olejniczakiem)
- Zobowiązania: część szczegółowa (wraz z Janiną Panowicz-Lipską), Warszawa 2010
- Polskie ustawy: zbiór przepisów prawa prywatnego, gospodarczego, karnego i sądowego (pod redakcją Z. Radwańskiego i J. Panowicz-Lipskiej)
- Teoria umów, PWN, Warszawa 1977
- Wykładnia oświadczeń woli składanych indywidualnym adresatom
- Zadośćuczynienie pieniężne za szkodę niemajątkową: rozwój i funkcja społeczna
- Najem mieszkań w świetle publicznej gospodarki lokalami
- Alfred Ohanowicz: ojciec poznańskiej cywilistyki